# Paragryllus concolor
Paragryllus concolor är en insektsart som beskrevs av Andrej Vasiljevitj Gorochov 2007. Paragryllus concolor ingår i släktet Paragryllus och familjen syrsor. Inga underarter finns listade i Catalogue of Life.